# Mel Walker
Mel Walker (eigentlich Melvin E. Walker; * 27. April 1914; † 9. November 2000) war ein US-amerikanischer Hochspringer.
Am 12. August 1937 stellte er in Malmö mit 2,09 m einen Weltrekord auf, der bis 1941 Bestand hatte.
1938 wurde er US-Meister, 1939 und 1941 US-Hallenmeister. Für die Ohio State University startend wurde er 1936 NCAA-Meister.